# Boisjean
Boisjean est une commune française située dans le département du Pas-de-Calais en région Hauts-de-France. Ses habitants sont appelés les Boisjeannois. La commune est membre de la communauté de communes des 7 Vallées.

## Géographie

### Localisation
Localisée dans le sud-ouest du département du Pas-de-Calais, la commune de Boisjean est située à 7 kilomètres au sud de Montreuil-sur-Mer (chef-lieu d'arrondissement) et à 16 kilomètres à l'est de Berck.
Le territoire de la commune est limitrophe de ceux de neuf communes.
Les communes limitrophes sont Écuires, Lépine, Maintenay, Roussent, Wailly-Beaucamp, Beaumerie-Saint-Martin, Brimeux, Buire-le-Sec et Campagne-lès-Hesdin.

### Géologie et relief
La superficie de la commune est de 12,74 km2 ; son altitude varie de 17  à   82 mètres.

### Hydrographie
La commune est située dans le bassin Artois-Picardie. Elle n'est drainée par aucun cours d'eau,.

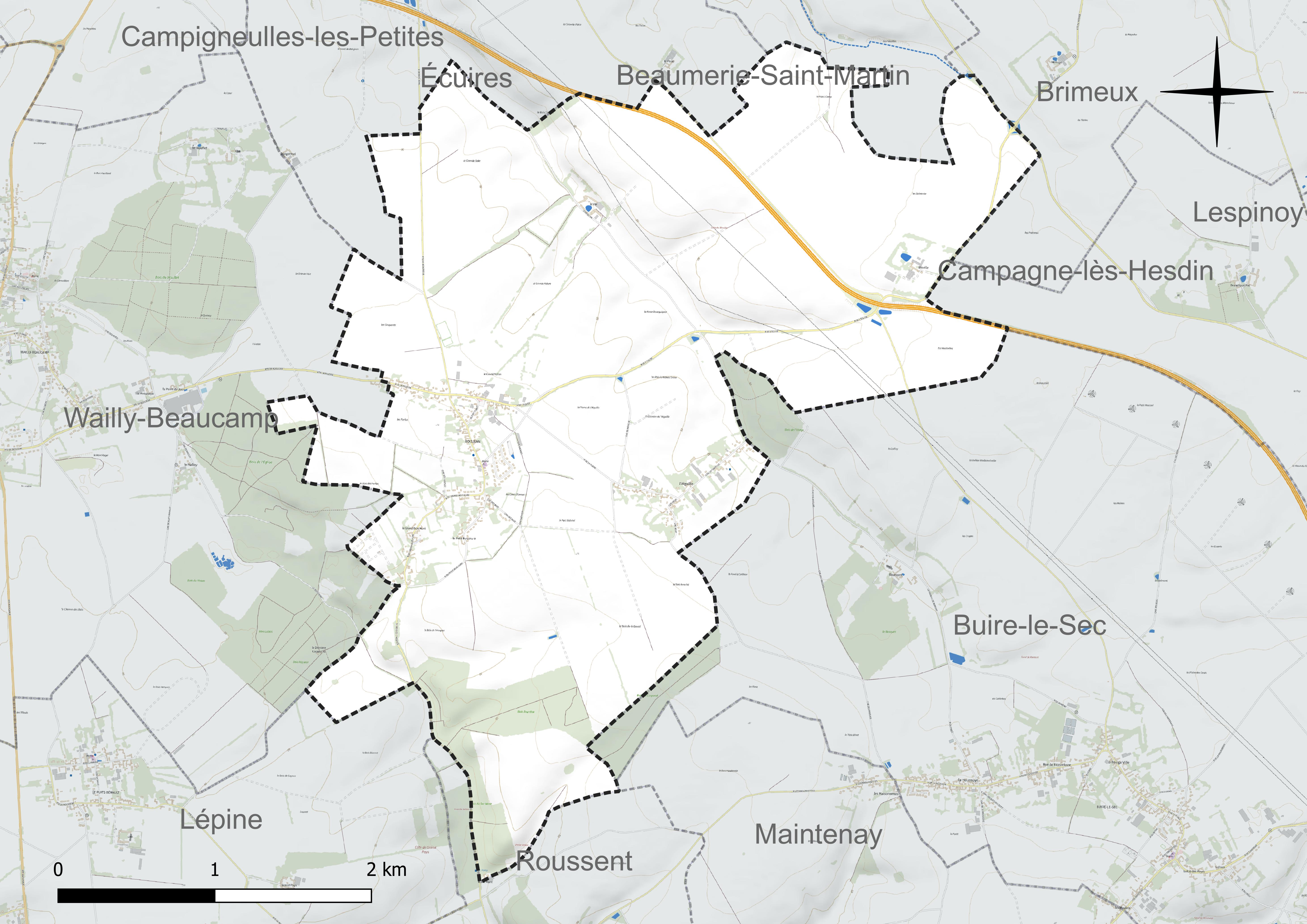
Réseau hydrographique de Boisjean.

### Climat
Pour des articles plus généraux, voir Climat des Hauts-de-France et Climat du Pas-de-Calais.
En 2010, le climat de la commune est de type climat océanique franc, selon une étude du CNRS s'appuyant sur une série de données couvrant la période 1971-2000. En 2020, Météo-France publie une typologie des climats de la France métropolitaine dans laquelle la commune est exposée à un climat océanique et est dans la région climatique Côtes de la Manche orientale, caractérisée par un faible ensoleillement (1 550 h/an) ; forte humidité de l'air (plus de 20 h/jour avec humidité relative > 80 % en hiver), vents forts fréquents.
Pour la période 1971-2000, la température annuelle moyenne est de 10,2 °C, avec une amplitude thermique annuelle de 12,8 °C. Le cumul annuel moyen de précipitations est de 884 mm, avec 12,7 jours de précipitations en janvier et 8,4 jours en juillet. Pour la période 1991-2020, la température moyenne annuelle observée sur la station météorologique la plus proche, située sur la commune du Touquet-Paris-Plage à 17 km à vol d'oiseau, est de 11,2 °C et le cumul annuel moyen de précipitations est de 888,8 mm,. Pour l'avenir, les paramètres climatiques de la commune estimés pour 2050 selon différents scénarios d'émission de gaz à effet de serre sont consultables sur un site dédié publié par Météo-France en novembre 2022.

### Paysages
Pour un article plus général, voir Paysage en France.
La commune s'inscrit dans les « paysages du val d’Authie » tels qu'ils sont définis dans l'atlas de paysages de la région Nord-Pas-de-Calais, conçu par la direction régionale de l'Environnement, de l'Aménagement et du Logement (DREAL),.
les « paysages du val d’Authie », qui concernent 83 communes, se délimitent : au sud, dans le département de la  Somme par les « paysages de l'Authie et du Ponthieu », dépendant de l'atlas de paysages de la Picardie et au nord et à l'est par les « paysages du Montreuillois », les « paysages du Ternois » et les « paysages des plateaux cambrésiens et artésiens ». Le caractère frontalier de la vallée de l'Authie, aujourd’hui entre le Pas-de-Calais et la Somme, remonte au Moyen Âge où elle séparait le royaume de France du royaume d'Espagne, au nord.
Le coteau nord est escarpé alors que le coteau sud offre des pentes plus douces. À l'ouest, l'Authie s'ouvre sur la baie d'Authie, typique de l'estuaire picard, et se jette dans la Manche. Avec son vaste estuaire et les paysages des bas-champs, la baie d'Authie contraste avec les paysages plus verdoyants en amont.
L'Authie, entaille profonde du plateau artésien, a créé des entités écopaysagères prononcées avec un plateau calcaire dont l'altitude varie de 100  à   163 m qui s'étend de chaque côté du fleuve. L'altitude du plateau décline depuis le pays de Doullens, à l'est (point culminant à 163 m), vers les bas-champs picards, à l'ouest (moins de 40 m). Le fond de la vallée de l'Authie, quant à lui, est recouvert d'alluvions et de tourbes. L'Authie est un fleuve côtier classé comme cours d'eau de première catégorie où le peuplement piscicole dominant est constitué de salmonidés. 
L'occupation des sols des « paysages du val d'Authie » est composée pour 69,48 % en cultures, 15,34 % en prairies naturelles, permanentes, 7,79 % en forêts et milieux semi-naturels, 5,04 % en espaces artificialisés avec principalement les communes d'Auxi-le-Château et Doullens, 1,11 % en cours d'eau et plans d'eau, 0,87 % en peupleraies et 0,37 % en espaces industriels.

### Milieux naturels et biodiversité

#### Zone naturelle d'intérêt écologique, faunistique et floristique
L'inventaire des zones naturelles d'intérêt écologique, faunistique et floristique (ZNIEFF) a pour objectif de réaliser une couverture des zones les plus intéressantes sur le plan écologique, essentiellement dans la perspective d'améliorer la connaissance du patrimoine naturel national et de fournir aux différents décideurs un outil d'aide à la prise en compte de l'environnement dans l'aménagement du territoire.
Le territoire communal comprend une ZNIEFF de type 2 : la basse Vallée de l'Authie et ses versants entre Douriez et l'estuaire. Cette ZNIEFF forme une longue dépression au fond tourbeux et offre plus de 4 000 ha de marais, de prairies humides et d'étangs.

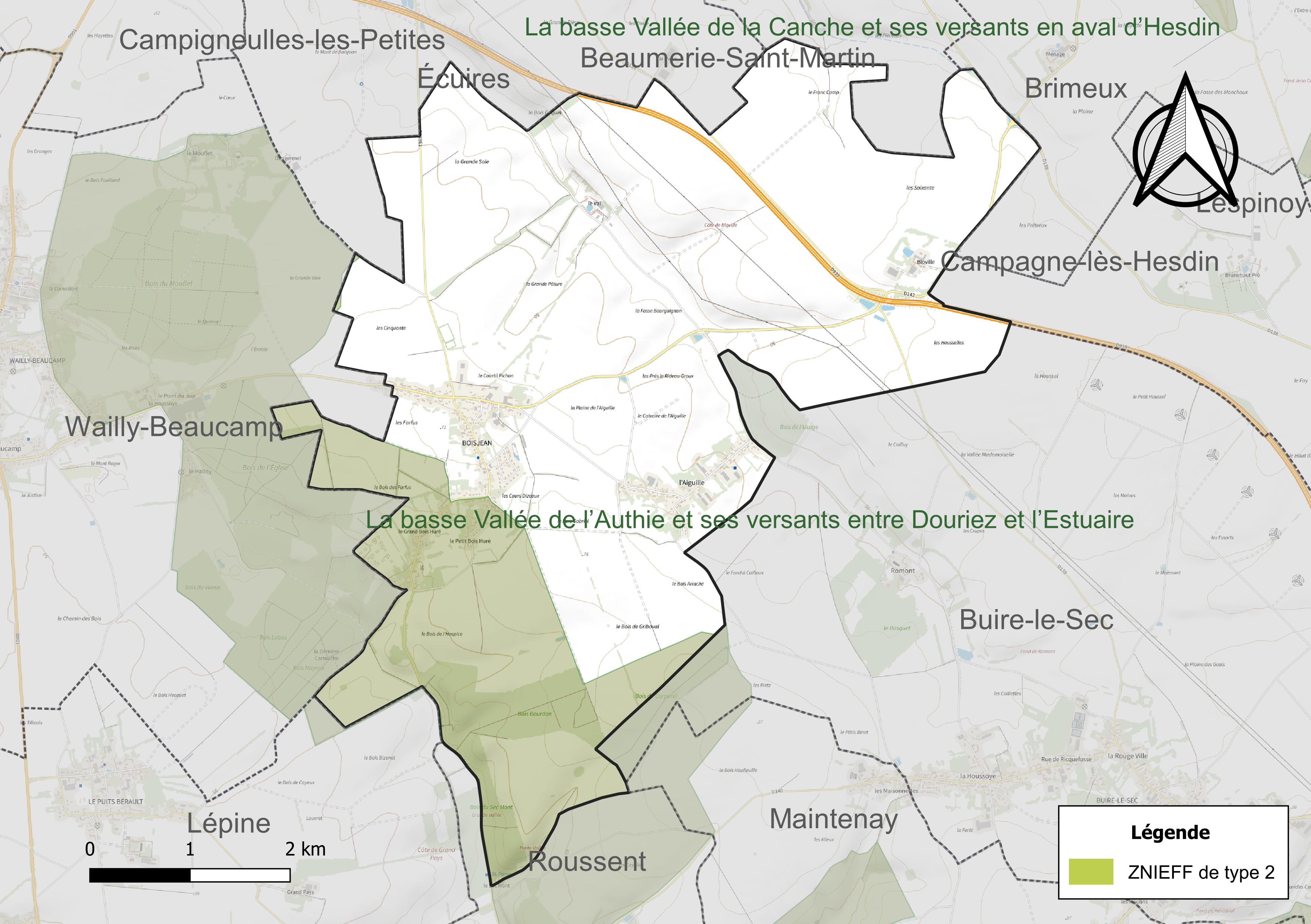
Carte de la ZNIEFF sur la commune.

## Urbanisme

### Typologie
Au 1er janvier 2024, Boisjean est catégorisée commune rurale à habitat dispersé, selon la nouvelle grille communale de densité à sept niveaux définie par l'Insee en 2022.
Elle est située hors unité urbaine. Par ailleurs la commune fait partie de l'aire d'attraction de Berck, dont elle est une commune de la couronne,. Cette aire, qui regroupe 19 communes, est catégorisée dans les aires de moins de 50 000 habitants,.

### Occupation des sols
L'occupation des sols de la commune, telle qu'elle ressort de la base de données européenne d'occupation biophysique des sols Corine Land Cover (CLC), est marquée par l'importance des territoires agricoles (89,4 % en 2018), une proportion sensiblement équivalente à celle de 1990 (90 %). La répartition détaillée en 2018 est la suivante : 
terres arables (82,2 %), prairies (6,9 %), zones urbanisées (6 %), forêts (4,6 %), zones agricoles hétérogènes (0,3 %). L'évolution de l'occupation des sols de la commune et de ses infrastructures peut être observée sur les différentes représentations cartographiques du territoire : la carte de Cassini (XVIIIe siècle), la carte d'état-major (1820-1866) et les cartes ou photos aériennes de l'IGN pour la période actuelle (1950 à aujourd'hui).

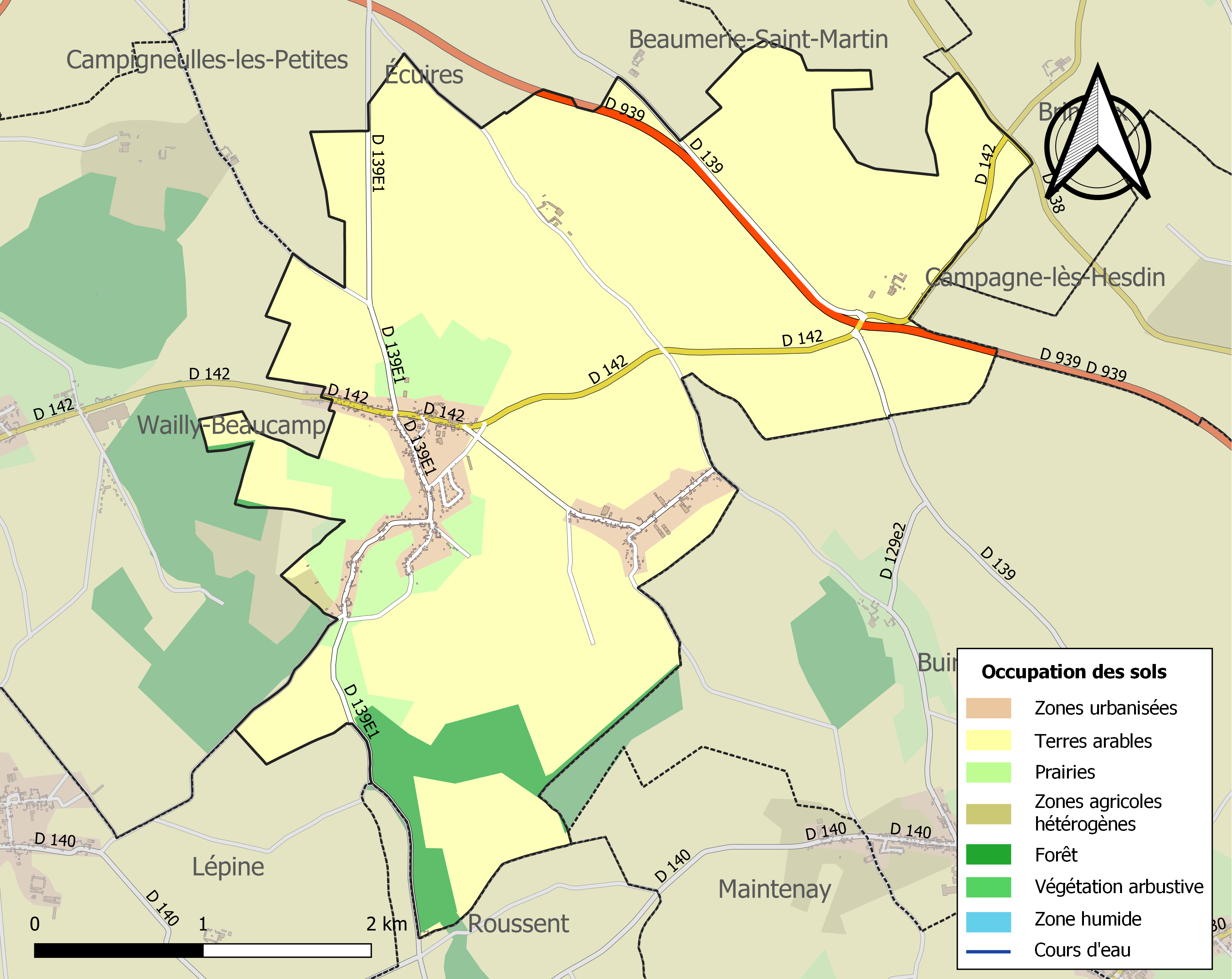
Carte des infrastructures et de l'occupation des sols de la commune en 2018 (CLC).

### Voies de communication et transports

#### Voies de communication
La commune est desservie par les routes départementales D 139E1, D 142 et la D 939 qui relie Arras et Le Touquet-Paris-Plage.

#### Transport ferroviaire
La commune se trouve à 7 km de la gare de Montreuil-sur-Mer, située sur la ligne de Saint-Pol-sur-Ternoise à Étaples, desservie par des trains TER Hauts-de-France.

## Toponymie
Le nom de la localité est attesté sous les formes Nemus Johanis (1207), Boscus Johannis (1215), Les Bois Jehan (1311), Le bos Monseigneur Jehan (1337), Bos Jehan (1451), Le Boijan (1633), Le bos Jean (1720), Boisjean (1789) et Bois-Jean et Boisjean depuis 1801.
La ferme de Bloville, qui appartenait à l'ancienne commune de Saint-André-au-Bois, est rattachée à Boisjean par ordonnance royale du 25 septembre 1834.

## Histoire
En 1887, la commune fait la une des journaux régionaux avec l'assassinat du cordonnier du village, Charlemagne Delenclos, retrouvé mort dans un puits à marne.

## Politique et administration

### Découpage territorial
La commune de Boisjean se trouve dans l'arrondissement de Montreuil du département du Pas-de-Calais.

#### Commune et intercommunalités
La commune a fait partie, de 1996 à 2013, de la communauté de communes du val de Canche et d'Authie et, depuis le 1er janvier 2014, elle fait partie de la communauté de communes des 7 Vallées (7 Vallées comm) dont le siège est basé à Hesdin-la-Forêt. La communauté de communes des 7 Vallées regroupe 66 communes et totalise 29 425 habitants en 2022.

#### Circonscriptions administratives
La commune faisait partie du canton de Campagne-lès-Hesdin, depuis la loi du 22 décembre 1789 reprise par la constitution de 1791, qui divise le royaume (la République en septembre 1792), en communes, cantons, districts et départements.
Dans le cadre du redécoupage cantonal de 2014 en France, elle est maintenant rattachée, ainsi que toutes les communes de l'ancien canton de Campagne-lès-Hesdin, au canton d'Auxi-le-Château qui passe de 26 à 84 communes.

#### Circonscriptions électorales
Pour l'élection des députés, la commune fait partie, depuis 1986, de la quatrième circonscription du Pas-de-Calais.

## Équipements et services publics

### Justice, sécurité, secours et défense
La commune dépend du tribunal de proximité de Montreuil, du conseil de prud'hommes de Boulogne-sur-Mer, du tribunal judiciaire de Boulogne-sur-Mer, de la cour d'appel de Douai, du tribunal de commerce de Boulogne-sur-Mer, du tribunal administratif de Lille, de la cour administrative d'appel de Douai et du tribunal pour enfants de Boulogne-sur-Mer.

## Population et société

### Démographie
Les habitants de la commune sont appelés les Boisjeannois.

#### Évolution démographique
L'évolution du nombre d'habitants est connue à travers les recensements de la population effectués dans la commune depuis 1793. Pour les communes de moins de 10 000 habitants, une enquête de recensement portant sur toute la population est réalisée tous les cinq ans, les populations de référence des années intermédiaires étant quant à elles estimées par interpolation ou extrapolation. Pour la commune, le premier recensement exhaustif entrant dans le cadre du nouveau dispositif a été réalisé en 2008.

En 2022, la commune comptait 513 habitants, en évolution de +0,59 % par rapport à 2016 (Pas-de-Calais : −0,72 %, France hors Mayotte : +2,11 %).
| 1793 | 1800 | 1806 | 1821 | 1831 | 1836 | 1841 | 1846 | 1851 |
| ---- | ---- | ---- | ---- | ---- | ---- | ---- | ---- | ---- |
| 593  | 616  | 643  | 704  | 740  | 761  | 716  | 658  | 671  |

| 1856 | 1861 | 1866 | 1872 | 1876 | 1881 | 1886 | 1891 | 1896 |
| ---- | ---- | ---- | ---- | ---- | ---- | ---- | ---- | ---- |
| 647  | 656  | 651  | 638  | 620  | 603  | 591  | 617  | 610  |

| 1901 | 1906 | 1911 | 1921 | 1926 | 1931 | 1936 | 1946 | 1954 |
| ---- | ---- | ---- | ---- | ---- | ---- | ---- | ---- | ---- |
| 551  | 549  | 514  | 527  | 508  | 478  | 509  | 446  | 415  |

| 1962 | 1968 | 1975 | 1982 | 1990 | 1999 | 2006 | 2008 | 2013 |
| ---- | ---- | ---- | ---- | ---- | ---- | ---- | ---- | ---- |
| 387  | 382  | 372  | 375  | 426  | 437  | 437  | 437  | 513  |

| 2018 | 2022 | - | - | - | - | - | - | - |
| ---- | ---- | - | - | - | - | - | - | - |
| 500  | 513  | - | - | - | - | - | - | - |

#### Pyramide des âges
En 2018, le taux de personnes d'un âge inférieur à 30 ans s'élève à 34,2 %, soit en dessous de la moyenne départementale (36,7 %). De même, le taux de personnes d'âge supérieur à 60 ans est de 23,8 % la même année, alors qu'il est de 24,9 % au niveau départemental.
En 2018, la commune comptait 250 hommes pour 250 femmes, soit un taux de 50 % de femmes, légèrement inférieur au taux départemental (51,5 %).
Les pyramides des âges de la commune et du département s'établissent comme suit.
| Hommes | Classe d’âge | Femmes |
| ------ | ------------ | ------ |
| 0,4    | 90 ou +      | 0,0    |
| 4,8    | 75-89 ans    | 5,6    |
| 17,2   | 60-74 ans    | 19,6   |
| 22,0   | 45-59 ans    | 17,2   |
| 21,6   | 30-44 ans    | 23,2   |
| 13,2   | 15-29 ans    | 15,6   |
| 20,8   | 0-14 ans     | 18,8   |

| Hommes | Classe d’âge | Femmes |
| ------ | ------------ | ------ |
| 0,5    | 90 ou +      | 1,6    |
| 5,6    | 75-89 ans    | 8,9    |
| 16,7   | 60-74 ans    | 18,1   |
| 20,2   | 45-59 ans    | 19,2   |
| 18,9   | 30-44 ans    | 18,1   |
| 18,2   | 15-29 ans    | 16,2   |
| 19,9   | 0-14 ans     | 17,9   |

## Culture locale et patrimoine

### Lieux et monuments
- L'église Notre-Dame-de-la-Nativité.
- Le château.
- Le monument aux morts[38].

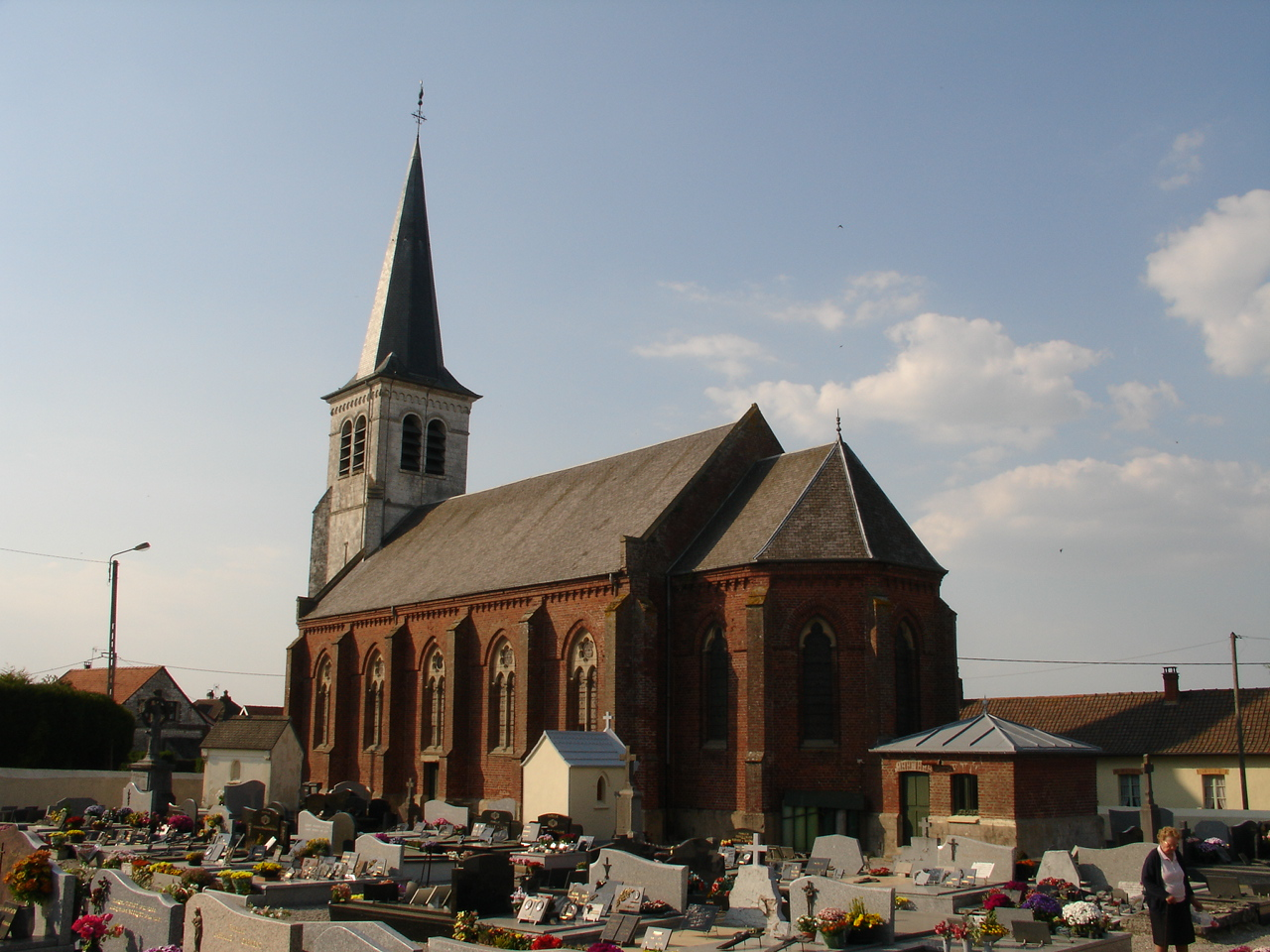
L'église.
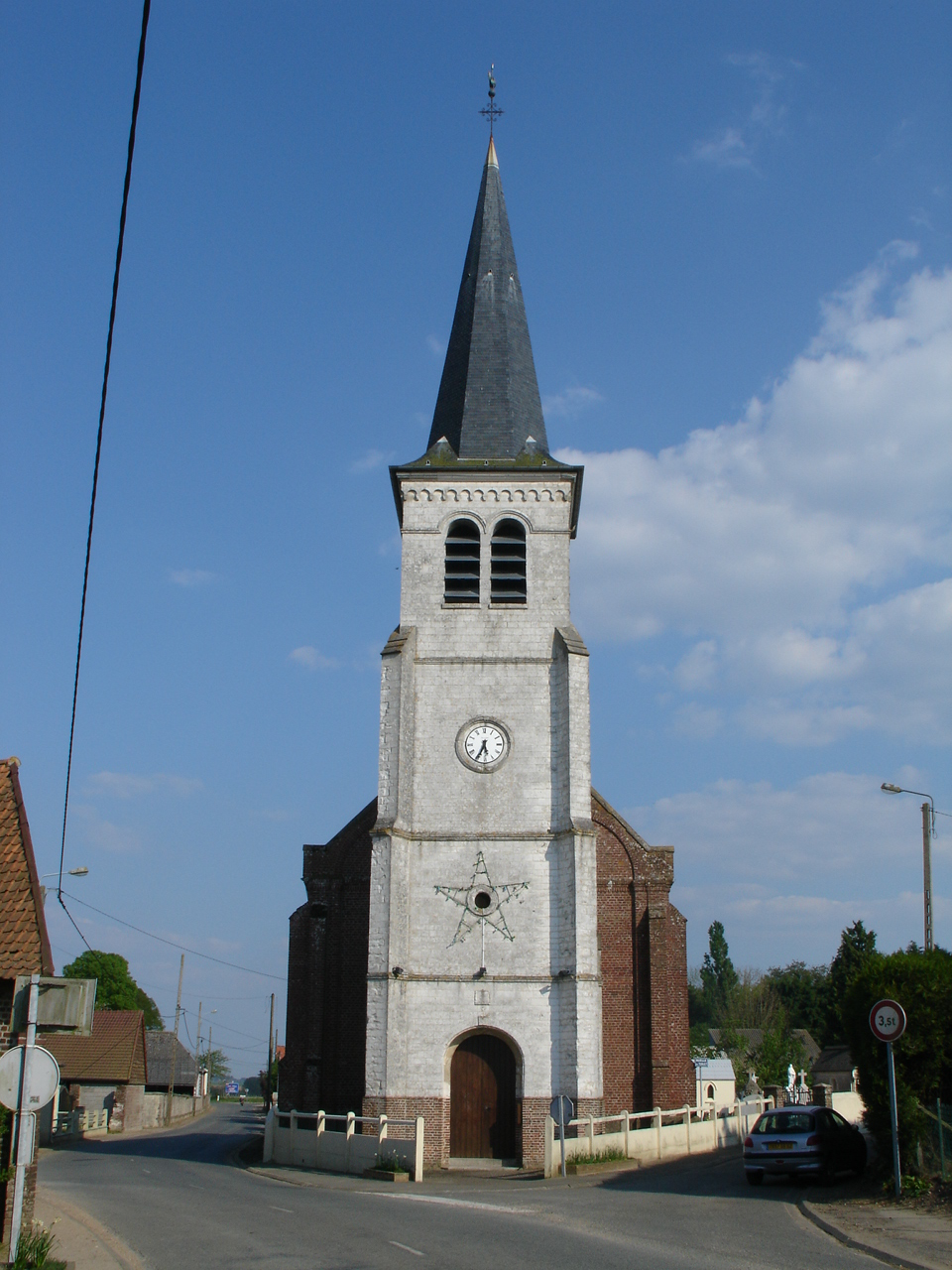
Le clocher.
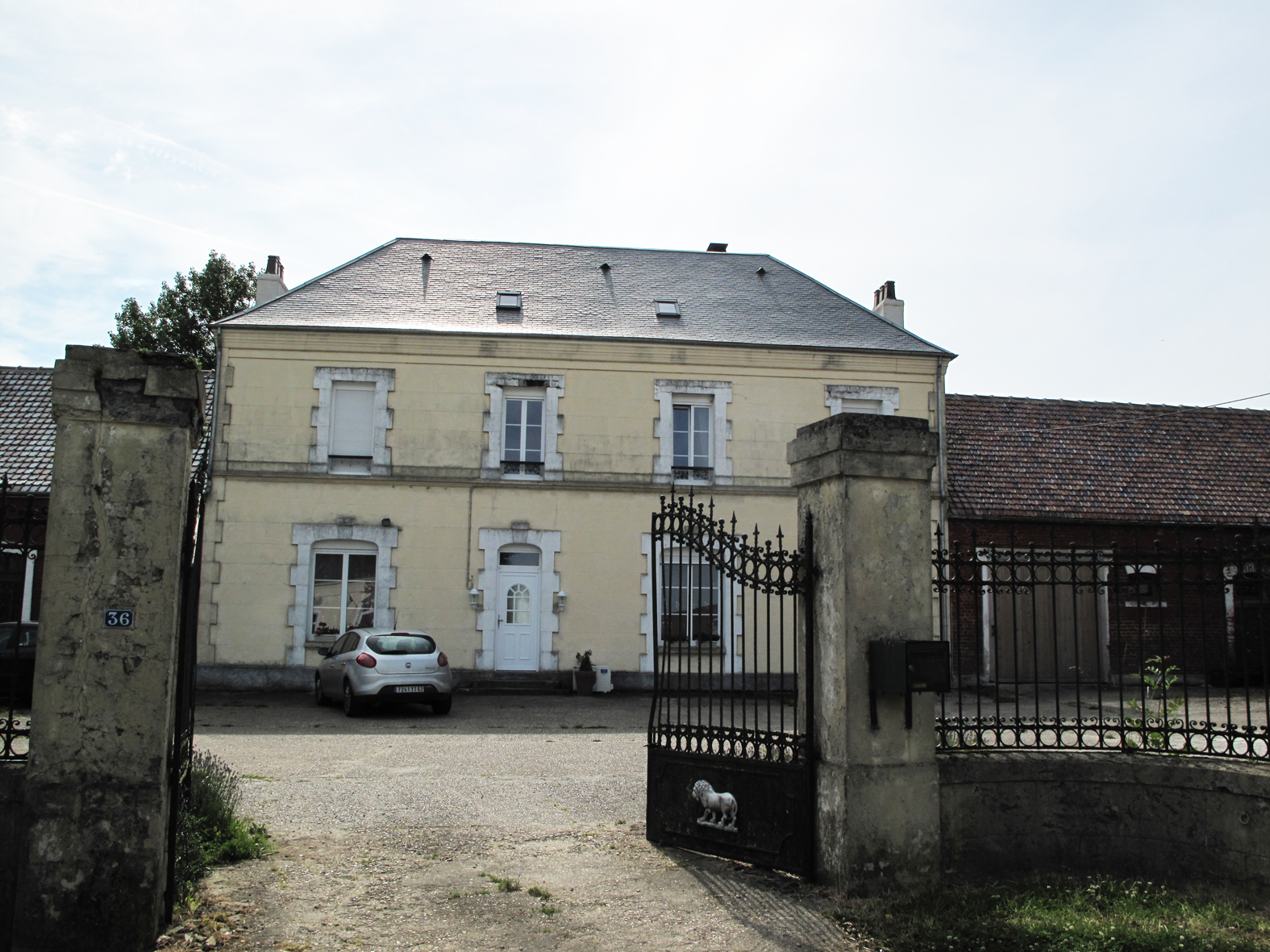
Le château.

### Héraldique
| Blason de Boisjean | Blason  | D'or à trois fasces de sinople chargée chacune de trois corneilles d'or. |
| Blason de Boisjean | Détails | Le statut officiel du blason reste à déterminer.                         |

## Pour approfondir